# Barbara York Main

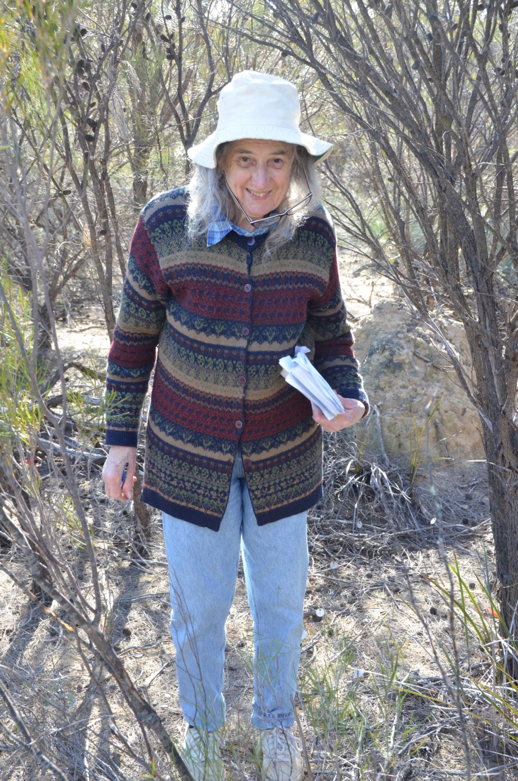
Barbara York Main

Barbara York Main OAM (* 27. Januar 1929 in Kellerberrin, Western Australia; † 14. Mai 2019) war eine australische Arachnologin, Hochschullehrerin und Schriftstellerin.

## Leben

### Kindheit und Jugend
Barbara York wuchs mit vier Brüdern auf der Farm ihrer Familie im australischen Shire of Tammin auf, das sich im Weizengürtel des Bundesstaates Western Australia befindet. Ihr Vater war 1909 aus Yorkshire nach Australien gekommen, um im sich entwickelnden Weizengürtel Land zu bewirtschaften. Ihre Mutter stammte aus Perth und war nach ihrer Ausbildung als Lehrerin in den Weizengürtel geschickt worden. Wie viele ihrer Kolleginnen heiratete sie einen Farmer und gab ihren Beruf auf, um sich der Kindererziehung zu widmen und die Farm zu bewirtschaften. Für Barbara war die Bibliothek ihrer Mutter von großer Bedeutung. Sie besuchte nur zwei Jahre lang gemeinsam mit ihren Brüdern eine Einklassenschule und erhielt anschließend Fernunterricht mit individueller Betreuung durch eine Lehrerin des Bildungsministeriums von Western Australia. Jahrzehnte später zeigte sich Barbara York Main dankbar für diese Jahre und brachte die Überzeugung zum Ausdruck, dass diese Form des Unterrichts Selbstvertrauen und Unabhängigkeit fördere. Mit Unterstützung ihrer Lehrerin erlangte sie ein Stipendium für die High School in Northam, wo sie fortan während der Unterrichtszeiten lebte.

### Hochschullaufbahn
1947 schrieb York sich an der University of Western Australia in Perth ein. Ihre ursprüngliche Absicht, Literatur und Zoologie im Hauptfach zu studieren, konnte sie aufgrund der Abschaffung des gewünschten Studiengangs nicht verwirklichen. Daher studierte sie Zoologie mit Literaturwissenschaft als Nebenfach. Ihre Diplomarbeit von 1950 behandelte Krebstiere in vier periodisch trockenfallenden Tümpeln auf der Farm ihrer Familie. Nach dem Abschluss ihres Studiums nahm sie in Neuseeland eine Tätigkeit als Dozentin am Dunedin College of Education auf, heute eine Einrichtung der University of Otago. Dort begann sie im Rahmen eines Doktorandenstudiums mit der Erforschung der Radnetzspinnen, musste aber 1952 zu einer medizinischen Behandlung nach Western Australia zurückkehren. Sie nahm an der University of Western Australia ihr Doktorandenstudium wieder auf und widmete sich der Erforschung verschiedener als Falltürspinnen bezeichneter Familien der Vogelspinnenartigen. Ihre Dissertation behandelte die Evolution der Spinnen am Beispiel einer Tribus der Eigentlichen Falltürspinnen (Ctenizidae), die heute in die Familie Idiopidae gestellt wird.
1979 erhielt Main eine Honorarprofessur an der University of Western Australia.
Als erste Frau in der Geschichte des Museums wurde Main 1982 in den Aufsichtsrat des Western Australian Museum in Perth berufen. Sie übte dieses Amt bis 1993 aus. Main war Mitglied aller bedeutenden arachnologischen Vereinigungen der Welt und mehrerer australischer Naturschutzorganisationen. Sie war Mitherausgeberin der Fauna of Australia und des Zoological Catalogue of Australia.

### Feldstudien
Seit ihrer Studienzeit und während ihrer gesamten wissenschaftlichen Laufbahn an der University of Western Australia in Perth waren Feldstudien an Spinnen Mains Tätigkeitsschwerpunkt. Dazu gehörte als eines der ersten Projekte der Baumkronenforschung die Untersuchung des Sozialverhaltens einer Spinnenart in einer Forschungseinrichtung bei Albany. 1958 begleitete Main ihren Ehemann auf einer Forschungsreise in die Vereinigten Staaten. Dort hatte sie Gelegenheit zur Teilnahme an Feldstudien in Kalifornien, Arizona und Texas. Mains bedeutendste Feldstudie war die 1974 begonnene und zunächst auf 20 Jahre angelegte Langzeitbeobachtung von Falltürspinnen der Art Gaius villosus auf der Farm ihrer Eltern. Die unerwartete Langlebigkeit eines der untersuchten Exemplare, Number 16, bedingte die wiederholte Verlängerung des Untersuchungszeitraums und für Main die Fortsetzung ihrer wissenschaftlichen Arbeit weit über den Eintritt in den Ruhestand hinaus. Erst 2015 übrgab Main die Studie an Leanda Mason, eine Doktorandin der Curtin University in Perth.

### Taxonomie
Mains Forschungen in den 1950er Jahren wurden durch die damalige Praxis des Natural History Museum in London, Typenmaterial nur im Museum untersuchen zu lassen, deutlich erschwert. Australische Forscher hatten kaum Zugang zu den Typen im 19. Jahrhundert beschriebener Spinnen, selbst wenn es sich um australische Arten handelte.
1958 konnte Main während eines Aufenthalts in den Vereinigten Staaten die Typensammlungen der großen Naturkundemuseen studieren. Während dieser Reise lernte sie einige der weltweit führenden Arachnologen kennen, darunter Willis John Gertsch und Herbert Walter Levi. Noch im selben Jahr erhielt Main ein Forschungsstipendium der International Federation of University Women, wodurch ihr auf dem Rückweg von den Vereinigten Staaten ein sechsmonatiger Besuch in Großbritannien ermöglicht wurde. Dort untersuchte sie die Typensammlungen des Natural History Museum, des Oxford University Museum of Natural History und leihweise überlassene Exemplare weiterer europäischer Museen. In den folgenden Jahrzehnten nahm Main an zahlreichen internationalen Konferenzen zur Arachnologie teil, wobei sie ihre Reisen häufig nutzte, um die arachnologischen Sammlungen von Museen in Europa und den USA zu studieren. 1979 besuchte Main das Muséum national d’histoire naturelle in Paris und beschäftigte sich mit der umfangreichen Spinnensammlung des französischen Arachnologen Eugène Simon.
Während ihrer wissenschaftlichen Laufbahn hat Main die Erstbeschreibungen von sieben Gattungen und 34 Arten von Spinnen verfasst.

### Publikationen
Während Main in den 1950er und 1960er Jahren die Kinder versorgte, verfasste sie neben zwei Büchern über Spinnen das Kapitel über Kieferklauenträger in einem Lehrbuch der Zoologie und eine Reihe von Aufsätzen über ihre Forschungen an Falltürspinnen. Während ihrer wissenschaftlichen Karriere veröffentlichte Main neben zwei populärwissenschaftlichen Büchern über australische Spinnen und mehreren Kapiteln in arachnologischen und ökologischen Fachbüchern zahlreiche Aufsätze zur Arachnologie. Ihr Arbeitsgebiet sind die als Falltürspinnen oder Trichternetzspinnen bezeichneten Familien der Vogelspinnenartigen. Viele ihrer Veröffentlichungen sind Erstbeschreibungen von Gattungen und Arten oder Revisionen der Taxonomie. Einen weiteren Schwerpunkt ihrer Publikationen bilden Arbeiten zur Biogeografie, Evolution und Ökologie der Spinnen, wobei sie frühzeitig den Artenschutz berücksichtigte.
1964 veröffentlichte Main ihr erstes Buch. The Spiders of Australia war die erste Monografie zur Spinnenfauna des gesamten Kontinents und richtete sich vorrangig an naturkundlich interessierte Laien, aber auch an ein wissenschaftlich vorgebildete Leserschaft. Die Illustrationen stammten von Main selbst, darunter als Novum, verglichen mit anderen arachnologischen Veröffentlichungen, zahlreiche detaillierte Abbildungen von Spinnennetzen.
Über ihre arachnologischen Publikationen hinaus veröffentlichte Main zwei Bücher und eine Reihe von Essays und Kurzgeschichten, die die Geschichte und Entwicklung des westaustralischen Weizengürtels thematisieren und dabei die Landschaft und ihre Veränderung durch menschlichen Einfluss in den Vordergrund stellen.
Mains bereits 1967 veröffentlichtes Buch Between Wodjil and Tor ist eine Monografie zur Naturgeschichte des Weizengürtels. Main beschreibt darin einen aus eigenen Beobachtungen und Erlebnissen gebildeten fiktiven Jahresablauf in einer an die Farm ihrer Eltern angrenzenden und von Akazien geprägten Strauchlandschaft, lokal als Wodjil bezeichnet. Es handelt sich dabei um einen für den Weizengürtel ursprünglich prägenden Landschaftstyp, der aufgrund der großflächigen Umwandlung von Naturflächen in Ackerland seit dem Ende des 19. Jahrhunderts fast vollständig untergegangen ist.
Ihr vier Jahre später erschienenes Buch Twice Trodden Ground ist ein reich bebilderter Bericht über die ersten Jahre der Farm ihrer Familie am Beginn des 20. Jahrhunderts. Anders als Between Wodjil and Tor, in dem menschliche Einwirkungen auf die Natur weitgehend ausgeklammert sind, beschreibt Main hier die frühe Sozialgeschichte des Weizengürtels und die Wechselwirkungen zwischen Natur und menschlichem Handeln.
1981 wurde von der British Broadcasting Corporation und der Australian Broadcasting Corporation der 25-minütige Fernsehfilm Lady of the Spiders produziert, in dem Barbara York Mains Forschungen an Falltürspinnen im westaustralischen Busch dargestellt werden. Die Erstausstrahlung erfolgte am 22. September 1981 auf BBC One als dritte Folge der achten Staffel der BBC-Serie Wildlife on One, Sprecher war wie üblich David Attenborough.
Im Sommer 2012 wurden mit Barbara York Main im Rahmen eines Projekts der Oral History der University of Western Australia drei Interviews geführt, in denen sie über ihre Kindheit auf einer Farm des Weizengürtels, ihre Ausbildung und ihre gesamte wissenschaftliche Laufbahn berichtete.

### Privates
An der Universität lernte Main ihren späteren Ehemann Albert „Bert“ Russell Main kennen, einen Herpetologen. Zum Zeitpunkt der Verteidigung ihrer Dissertation im Jahr 1956 war Main bereits schwanger. Auf das erste Kind folgten rasch zwei weitere, so dass sie bis 1965 mit der Versorgung dreier Kleinkinder beschäftigt war. Später führte sie mit ihrem Ehemann und den gemeinsamen Kindern ausgedehnte Sammelreisen im Süden und Südwesten Australiens durch. Während dieser Zeit, bis zum Ende der 1970er Jahre, hatte sie Zugang zu den Forschungseinrichtungen der University of Western Australia und teilte sich mit ihrem Ehemann ein Büro. Sie hatte jedoch keine Anstellung an der Universität und erhielt für ihre Forschungen nur sehr begrenzte Mittel.

## Auszeichnungen und Dedikationsnamen
Barbara York Main wurde für ihre Verdienste um die Wissenschaft und den Artenschutz am 26. Januar 2011 die Order of Australia Medal in der allgemeinen Abteilung verliehen. Die Auszeichnung erfolgte in Würdigung ihrer Verdienste um Wissenschaft und Artenschutz als Forscherin und Lehrerin im Bereich der Arachnologie sowie für ihr Wirken für die Bevölkerung von Westaustralien. Barbara York Main ist Ehrenmitglied der International Society of Arachnology.
Nach Barbara York Main wurden zahlreiche Gattungen und Arten benannt, überwiegend Spinnen:
Spinnen
- Bymainiella Raven, 1978 (Gattung)
- Mainosa mainae (McKay, 1979)
- Tasmanoonops mainae Forster & Platnick, 1985
- Zephyrarchaea mainae (Platnick, 1991)
- Tamopsis mainae Baehr & Baehr, 1993
- Nicodamus mainae Harvey, 1995
- Pediana mainae Hirst, 1995
- Storena mainae Jocqué & Baehr, 1995
- Megaloastia mainae Zabka, 1995
- Hersilia mainae Baehr & Baehr, 1995
- Aname mainae Raven, 2000
- Boolathana mainae Platnick, 2002
- Mainosa Framenau, 2006 (Gattung)
- Misgolas yorkmainae Wishart & Rowell, 2008
- Atrax yorkmainorum Gray, 2010
- Missulena mainae Miglio, Harms, Framenau & Harvey, 2014

Andere Arten
- Apozomus mainae Harvey, 1992 (Geißelskorpione)
- Barbaraella Harvey, 1995 (Gattung der Pseudoskorpione)
- Barbaraella mainae Harvey, 1995 (Pseudoskorpione)
- Ceratobaeus mainae Austin, 1995 (Wespen)
- Hypoaspis barbarae Strong, 1995 (Milben)
- Miobunus mainae Hunt, 1995 (Weberknechte)
- Hesperopilio mainae Shear, 1996 (Weberknechte)
- Adelotopus mainae Baehr, 1997 (Käfer)
- Atelomastix mainae Edward & Harvey, 2010 (Tausendfüßer)

## Veröffentlichungen (Auswahl)

### Wissenschaft
- Adaptive Radiation of Trapdoor Spiders. In: Australian Museum Magazine. Band 12, Nr. 5, 1957, S. 160–163, Online PDF, 9,0 MB.
- Biology of Aganippine trapdoor spiders (Mygalomorphae: Ctenizidae). In: Australian Journal of Zoology. Band 5, Nummer 4, 1957, S. 402–473, doi:10.1071/ZO9570402 (Dissertation).
- Spiders of Australia. A guide to their identification with brief notes on the natural history of common forms. Jacaranda Press, Brisbane 1964, OCLC 844373627.
- Distribution and Adaptive Diversity of Trapdoor Spiders. In: Australian Natural History. Band 16, Nr. 2, 1968, S. 49–53, Online PDF, 9,1 MB.
- Further studies on the systematics of ctenizid trapdoor spiders. A review of the Australian genera (Araneae: Mygalomorphae: Ctenizidae). In: Australian Journal of Zoology Supplementary Series. Band 33, Nummer 108, 1985, S. 1–84, doi:10.1071/AJZS108.
- Ecological disturbance and conservation of spiders: implications for biogeographic relics in southwestern Australia. In: Jonathan D. Majer (Hrsg.): The role of Invertebrates in Conservation and Biological Survey. Western Australian Department of Conservation and Land Management, Perth 1987, S. 89–97, Digitalisat.
- Persistence of invertebrates in small areas: case studies of trapdoor spiders in Western Australia. In: Denis A. Saunders u. a. (Hrsg.): Nature Conservation: The Role of Remnants of Vegetation. Surrey Beatty and Sons, Chipping Norton 1987, ISBN 0-949342-08-6, S. 29–39.
- Restoration of biological scenarios: the role of museum collections. In: Proceedings of the Ecological Society of Australia. Band 16, 1990, S. 397–409, ISSN 0070-8348.
- Social history and impact on landscape. In: Richard J. Hobbs, Denis A. Saunders (Hrsg.): Reintegrating Fragmented Landscapes. Towards Sustainable Production and Nature Conservation. Springer, New York 1993, ISBN 1-4613-9216-0, S. 23–62, doi:10.1007/978-1-4613-9214-9_3.
- Terrestrial invertebrates in south-west Australian forests: the role of relict species and habitats in reserve design. In: Journal of the Royal Society of Western Australia. Band 79, Nr. 4, 1996, S. 277–280, Online PDF, 3 kB.
- Historical ecology, responses to current ecological changes and conservation of Australian spiders. In: Journal of Insect Conservation. Band 5, 2001, S. 9–25, doi:10.1023/A:1011337914457.

### Belletristik
- Between Wodjil and Tor. Jacaranda and Landfall Presses, Brisbane und Perth 1967, OCLC 458978
- The Pyrophiles. In: Westerly. Band 15, Nr. 1, 1970, ISSN 0043-342X, S. 5–22, Online PDF, 4,0 MB (ganzes Heft).
- Twice Trodden Ground. Jacaranda Press, Brisbane 1971, OCLC 298089.
- Marginal Country. In: Westerly. Band 17, Nr. 2, 1972, ISSN 0043-342X, S. 21–36, Online PDF, 6,1 MB (ganzes Heft).